# Затоболец
Затоболец (каз. Затоболец) — стадион, расположенный в Тобыле. Является запасным стадионом ФК «Тобол». Обычно принимает игры Премьер-лиги Казахстана по футболу в начале и конце сезона из-за того, что основной стадион не приспособлен принимать игры в холодное время года. Для молодежной (дублирующей) команды стадион является основным.
Также стадион принимает различные спортивные и развлекательные мероприятия регионального и республиканского масштаба.

## Общие данные
- Стадион расположен по адресу: 111100, Костанайская область, Костанайский район, Затобольская п.а., п.Затобольск, ул. Терешковой, 26/1

На территории стадиона также находятся баскетбольные и волейбольные площадки, беговая дорожка, хоккейный корт и тренажерный зал.

## Основные характеристики стадиона
- Вместимость — 2 000 чел.
- Сиденья — пластиковые.
- Размеры поля — 105 х 68 метров.
- Покрытие — искусственный с подогревом.

## Интересные факты
- Из-за искусственного покрытия среди болельщиков "Тобола" распространено неофициальное название - "Целлофан-Арена".
- Из-за неудачного расположения административного здания, некоторая часть зрительских мест находится в "мертвой зоне", т.е. с этих  мест не видна часть игрового поля.